# Daniel Escudero
Daniel Escudero Pizarro (Viña del Mar, Región de Valparaíso, Chile, 18 de diciembre de 1941-20 de julio de 2021) fue un futbolista chileno que se desempeñó como delantero en el equipo de Everton de Viña del Mar. Es el máximo artillero del club con 123 goles por la Primera División de Chile.

## Trayectoria
Debutó en Everton, institución de la cual era hincha, en 1959, año en que llegó al club tras ser observado en clubes amateur de la zona.
Su estadía en el equipo viñamarino se prolongó hasta su retiro en 1973, con cortas interrupciones debido a sus pasos por Unión La Calera y San Luis de Quillota.
Escudero, es hasta la actualidad el máximo goleador histórico del club con 123 goles, destacando especialmente en las temporadas 1964 y 1965, siendo en la primera, goleador del torneo nacional con 25 goles y en la última, segundo goleador, a solo uno del argentino Héctor Scandolli de Rangers, logrando la cifra de 24 goles. Además, es el máximo goleador en la historia de los Clásicos Porteños con 8 goles, superando en ambos ítems a jugadores de la talla de René Meléndez, su ídolo de infancia e insignia del club.
Luego de su consagración como goleador en esas temporadas, es convocado a la selección nacional por Francisco Hormazábal, sin embargo, su presencia fue más bien escasa y se remitió a partidos amistosos contra clubes y a la suplencia en las eliminatorias para la Copa Mundial de Fútbol de 1966. Estuvo presente en el partido definitorio ante Ecuador en 1965, en el cual Chile obtuvo la clasificación, pero el técnico Luis Álamos se decidió por la presencia de Carlos Campos.
Tras su retiro del fútbol, trabajó como funcionario municipal de Viña del Mar y posteriormente, ingresó a la Industria Textil Viña, donde trabajó por 22 años, jubilandose cuando la empresa cerró. Posteriormente se dedicó a la vida familiar.

## Clubes
| Club                 | País  | Año       |
| -------------------- | ----- | --------- |
| Everton              | Chile | 1959-1973 |
| Unión La Calera      | Chile | 1967      |
| San Luis de Quillota | Chile | 1973      |

## Distinciones individuales
| Distinción                               | Año  |
| ---------------------------------------- | ---- |
| Goleador de la Primera División de Chile | 1964 |